# 더 위트니스 (2016년 비디오 게임)
더 위트니스(The Witness)는 테클라(Thekla)가 개발하고 배급한 2016년 퍼즐 비디오 게임이다. 비디오 게임 미스트의 영향을 받은 이 게임은 자연 및 인공 구조물로 채워진 오픈 월드 섬 탐험을 수반한다. 플레이어는 퍼즐을 풀면서 앞으로 전진하며 섬 주변 패널이나 환경 내에 숨겨진 길에서 표현되는 그리드와 소통하면서 진행된다. 이 게임에는 어떻게 퍼즐을 풀어야 하는지에 관한 직접적인 안내를 제공하지 않으며 플레이어는 퍼즐 내 심볼의 의미를 유추해 내야 한다. 이 게임의 핵심 디자인 요소는 어떻게 이러한 퍼즐들이 표현되는가이며, 여기서 플레이어는 시행착오를 거쳐 스스로 문제를 이해하게 된다.
2009년 발표된 더 위트니스는 기나긴 개발 기간을 거쳤다. 게임의 리드 디자이너 조너선 블로는 브레이드 출시 이후 2008년 이 타이틀의 작업을 시작했다. 브레이드의 상업적인 성공은 그로 하여금 더 큰 제작팀을 고용할 수 있게 되었다. 게임의 시각적 언어를 개발하기 위해 이 팀은 자체 게임 엔진을 개발하였고 섬의 구조물을 설계하기 위해 아티스트, 건축가, 풍경 건축가를 보유하였다. 개발 프로세스가 길어지면서 이 게임의 출시는 2013년에서 2016년으로 연기되었다. 블로우는 비구두 소통 방식의 게임을 개발하길 바랐으며 플레이어가 관찰을 통해 배우고 해결책을 찾으면서 성취감을 얻기를 바랐다. 이 게임에는 약 650개의 퍼즐이 포함되어 있으나 플레이어는 게임을 완수하기 위해 이 모든 퍼즐을 풀 필요는 없다.
더 위트니스는 마이크로소프트 윈도우, 플레이스테이션 4용으로 2016년 1월 출시되었으며 나중 버전은 엑스박스 원, 엔비디아 실드, macOS, iOS용으로 출시되었다. 플레이스테이션 3과 엑스박스 360용의 초창기 릴리스 계획은 폐기되었는데, 게임 엔진의 성능 수요가 증가하면서 이 팀은 궁극적으로 윈도우와 플레이스테이션 4용으로 출시하게 되었다. 더 위트니스는 난이도가 있으나 극복 가능한 퍼즐이라는 부분, 그리고 게임의 미술과 세팅 면에서 평론가들로부터 대체로 좋은 평가를 받았다. 출시된지 1주 내에 이 게임은 100,000본 이상을 판매하면서 출시된지 1년 이내에 브레이드만큼의 사본을 판매했다.

## 평가
| 평가 |                                                 |
| --- | ----------------------------------------------- |
| 통합 점수 통합사 점수 메타크리틱 PC: 87/100 [ 1 ] PS4: 87/100 [ 2 ] XONE: 86/100 [ 3 ] iOS: 88/100 [ 4 ] 평론 점수 평론사 점수 디스트럭토이드 10/10 [ 5 ] 에지 9/10 [ 6 ] 게임 인포머 9.25/10 [ 7 ] 게임 레볼루션 [ 8 ] 게임스팟 9/10 [ 9 ] 게임스레이더+ [ 10 ] 자이언트 밤 [ 11 ] IGN 10/10 [ 12 ] PC 게이머 (US) 89/100 [ 13 ] 폴리곤 8/10 [ 14 ] 터치아케이드 [ 15 ] US게이머 2/5 [ 16 ] VideoGamer.com 10/10 [ 17 ] |                                                 |
| 통합 점수 |                                                 |
| 통합사 | 점수                                            |
| 메타크리틱 | PC: 87/100 PS4: 87/100 XONE: 86/100 iOS: 88/100 |
| 평론 점수 |                                                 |
| 평론사 | 점수                                            |
| 디스트럭토이드 | 10/10                                           |
| 에지 | 9/10                                            |
| 게임 인포머 | 9.25/10                                         |
| 게임 레볼루션 | [ 8 ]                                           |
| 게임스팟 | 9/10                                            |
| 게임스레이더+ | [ 10 ]                                          |
| 자이언트 밤 | [ 11 ]                                          |
| IGN | 10/10                                           |
| PC 게이머 (US) | 89/100                                          |
| 폴리곤 | 8/10                                            |
| 터치아케이드 | [ 15 ]                                          |
| US게이머 | 2/5                                             |
| VideoGamer.com | 10/10                                           |